# Běleč (ort i Tjeckien, Mellersta Böhmen)
Běleč är en ort i Tjeckien.   Den ligger i regionen Mellersta Böhmen, i den centrala delen av landet, 30 km väster om huvudstaden Prag. Běleč ligger 431 meter över havet och antalet invånare är 317.
Terrängen runt Běleč är platt åt nordost, men åt sydväst är den kuperad.Runt Běleč är det ganska tätbefolkat, med 62 invånare per kvadratkilometer. Närmaste större samhälle är Kladno, 12,8 km nordost om Běleč. Trakten runt Běleč består till största delen av jordbruksmark.